# Zeitgeber
Il termine zeitgeber (dal tedesco "che dà il tempo") è usato in etologia, per indicare un fattore, esterno a un organismo (cioè esogeno), capace di sincronizzare l'orologio biologico di quest'ultimo (cioè un fattore endogeno) con una mutata situazione ambientale. Un esempio di zeitgeber può essere quindi dato dalla luce.

## Meccanismo di azione
La sincronizzazione avviene alterando il "free-running" (ovvero la durata di un evento endogeno) di un'attività, aumentandolo o riducendolo a seconda della convenienza.
Un esempio consiste nell'alterazione del ritmo circadiano (con periodo di 24 ore) del sonno. Molti esseri viventi, infatti, regolano le proprie attività sulla base dell'alternarsi di luce e ombra (fototropismo). Al sopraggiungere del tramonto l'orologio biologico circadiano modifica l'omeostasi corporea verso il riposo, essendo ambientalmente impedite le attività che si basano sulla vista (che in questo caso è il senso prediletto).
Altri animali i cui comportamenti si basano su sistemi di rilevazione differenti, saranno sincronizzati per mezzo di altri fattori esogeni.
Un esempio può essere l'attività predatoria dei serpenti: questi, infatti, prediligendo l'olfatto e la vista (sensibile alle radiazioni infrarosse) per localizzare la preda, avranno una sincronizzazione circadiana diversa che li porta a una maggiore attività notturna. Lo zeitgeber (in questo caso il buio) modificherà l'oscillatore endogeno e farà dunque in modo che l'animale diventi più attivo durante le ore notturne, ovvero quando gli altri animali sono svantaggiati dall'assenza di luce e la maggior parte dei predatori è inattiva.
In altri casi lo zeitgeber può essere rappresentato da fattori come l'umidità relativa, la temperatura dell'ambiente o le interazioni sociali.